# Archive.today
archive.today (tidligere archive.is) er en arkivside, der gemmer snapshot af hjemmesider. Den henter én side ad gangen, ligesomsom WebCite, der hver er mindre end 50MB, men med støtte til JavaScript-tunge sider, som Google Maps og progressive webapplicationer som Twitter.
Archive.today optager to forskellige 'snapshots' af en hjemmeside simultant. Den ene er "Webpage" der kan inkludere alle funktionelle links, der findes på originalsiden, mens den anden er et "Screenshot", der kun indeholde en statisk og ikke-interaktiv visualisering af siden.